# Uli Stielike
Ulrich "Uli" Stielike (Ketsch, 15 november 1954) is een voetbaltrainer en voormalig Duits profvoetballer.

## Clubcarrière

### Borussia Mönchengladbach
Stielike begon in 1962 als 7-jarige met voetballen bij het plaatselijke SpVgg Ketsch. Vanaf 1968 kwam hij in een regionale selectie voor C-junioren terecht, onder leiding van de ervaren Herbert Widmayer. Hij wist daar echter de trainers van de nationale jeugdselectie niet te overtuigen. Stielike had echter het geluk dat niet veel later Wildmayer hoofdverantwoordelijk werd voor de nationale jeugdselectie waardoor hij in 1972 bij de A-jeugd werd ondergebracht. Daar maakte hij naam als spelverdeler en libero, waardoor Stielike in het notitieboekje van menig Bundesliga-trainer kwam te staan. Hennes Weisweiler, trainer van Borussia Mönchengladbach en bekend om zijn goede oog voor jong talent, won in februari 1973 de slag om de jongeling. Bij Mönchengladbach werd hij onderdeel van het elftal dat in 1975, 1976 en 1977 landskampioen werd. Daarnaast won hij in 1973 de nationale beker en in 1975 de UEFA Cup ten koste van FC Twente. In 1977 bereikte Borussia Mönchengladbach zelfs de finale van de Europacup I maar deze werd met 3-1 verloren van Liverpool.

### Real Madrid
In 1977 liet Stielike Duitsland achter zich liggen en vertrok hij naar Spanje. Santiago Bernabéu, president van Real Madrid, was op zoek naar een vervanger van Paul Breitner en reisde naar Duitsland af om Herbert Wimmer vast te leggen. Uiteindelijk werd echter zijn ploeggenoot Stielike gecontracteerd door de Madrilenen. De middenvelder kwam in een elftal terecht met clubiconen als José Antonio Camacho, Pirri, Goyo Benito, Santillana en Juanito. De start van de Duitser begon onder slechte omstandigheden. Ten eerste vond in september een trainerswissel plaats. Daarnaast werd de voorstander van Stielikes komst, Santiago Bernabéu, ernstig ziek opgenomen in het ziekenhuis, welke in 1978 leidde tot zijn dood. Tot slot miste Stielike de eerste vijf competitiewedstrijden als gevolg van een blessure. Toch maakte de nieuwe aanwinst vanaf zijn debuut indruk op het middenveld. Stielike speelde dat seizoen 27 wedstrijd en scoorde daarin dertien doelpunten, waarmee hij als tweede eindigde achter clubtopscorer Santillana. De eerste drie seizoenen in Spanje werden allen afgesloten met de landstitel en in 1980 werd de nationale bekerwinst gevierd. In deze fase van Stielikes loopbaan werd de middenvelder viermaal op rij verkozen tot beste buitenlandse voetballer in de Primera División.
In de jaren 80 brak echter een sportief mindere periode aan. Real Madrid bereikte in 1981 de finale van de Europacup I, maar daar verloor Stielike opnieuw van Liverpool. Ook werd in de laatste minuten van de competitie de titel verspeeld aan Real Sociedad. Het daaropvolgende seizoen werd wel nogmaals de Copa del Rey gewonnen, maar moest de titel opnieuw aan Real Sociedad worden gelaten. In 1983 stond Stielike met zijn club in vijf verschillende finales, die alle verloren gingen: de Copa del Rey en de Copa de la Liga werden gewonnen door FC Barcelona, de Supercopa door Real Sociedad en de Europacup II door Aberdeen. Ook het landskampioenschap werd op de laatste dag met één punt verschil verloren van Athletic Bilbao. In 1985 werd voor het eerst weer een groot sportief succes gehaald door het binnenhalen van de UEFA Cup, na een overwinning op het Hongaarse Videoton. Dat Stielike jarenlang verbonden bleef aan Real Madrid was relatief bijzonder, aangezien de reglementen voorschreven dat er slechts twee buitenlandse spelers per club onder contract mochten staan.

### Neuchâtel Xamax
In 1985 besloot Stielike na acht seizoenen uit Madrid te vertrekken en tekende hij een contract in Zwitserland bij Neuchâtel Xamax. Daar bleef de middenvelder drie seizoenen en won hij in 1987 en 1988 tweemaal het landskampioenschap. In 1988 besloot Stielike op 33-jarige leeftijd een punt achter zijn carrière te zetten als gevolg van een gescheurde binnenband en artrose in zijn knie.

## Interlandcarrière
In mei 1975 ontving Stielike zijn eerste uitnodiging voor het West-Duitse elftal van bondscoach Helmut Schön. Op 21-jarige leeftijd maakte hij zijn debuut in het Duitse nationale tricot tegen Oostenrijk. Daarna behoorde hij tot het elftal dat zich ging voorbereiden op het WK voetbal in 1978 dat plaats zou vinden in Argentinië. Daar kwam in 1977 echter de klad in toen Stielike besloot om te vertrekken naar Real Madrid. De Duitse voetbalbond wilde namelijk alleen maar voetballers in het nationale elftal die actief waren in de West-Duitse competitie. Hierdoor kon Stielike deelname aan het WK voetbal vergeten. Na het voor West-Duitsland teleurstellend verlopen WK werd Jupp Derwall aangesteld als nieuwe bondscoach. Hij besloot Stielike weer terug te halen bij het nationale elftal en dit bleek niet onterecht. In 1980 werd het elftal Europees kampioen, met de sterk spelende libero Stielike in de gelederen. Daarnaast bereikte West-Duitsland in 1982 de finale van het WK voetbal in Spanje, daarin werd met 3-1 verloren van Italië.

## Erelijst
Met Borussia Mönchengladbach:
- Bundesliga: 1974/75, 1975/76, 1976/77
- DFB-Pokal: 1972/73
- UEFA Cup: 1974/75

Met Real Madrid:
- Primera División: 1977/78, 1978/79, 1979/80
- Copa del Rey: 1979/80, 1981/82
- Copa de la Liga: 1985
- UEFA Cup: 1984/85

Met Neuchâtel Xamax:
- Axpo Super League: 1986/87, 1987/88

Met West-Duitsland:
- Europees kampioen: 1980

## Trainerscarrière
Stielike begon zijn trainersloopbaan in 1989 bij het nationale elftal van Zwitserland. Hij begon op 21 juni 1989 met een overwinning op Brazilië (1-0). Het enige doelpunt in die vriendschappelijke wedstrijd kwam op naam van Kubilay Türkyilmaz, die vlak na rust een strafschop benutte. In totaal had hij de Zwitserse nationale ploeg 25 duels onder zijn hoede. Zijn laatste interland op de bank bij de Zwitsers was op 13 november 1991, toen in Boekarest met 1-0 werd verloren van Roemenië door een treffer van Dorin Mateuț.
| Interlands Zwitserland onder leiding van Uli Stielike | Interlands Zwitserland onder leiding van Uli Stielike | Interlands Zwitserland onder leiding van Uli Stielike | Interlands Zwitserland onder leiding van Uli Stielike | Interlands Zwitserland onder leiding van Uli Stielike | Interlands Zwitserland onder leiding van Uli Stielike |
| №                                                     | Datum                                                 | Wedstrijd                                             | Uitslag                                               | Competitie                                            |                                                       |
| ----------------------------------------------------- | ----------------------------------------------------- | ----------------------------------------------------- | ----------------------------------------------------- | ----------------------------------------------------- | ----------------------------------------------------- |
| 1                                                     | 21.06.1989                                            | Zwitserland − Brazilië                                | 1 − 0                                                 | Vriendschappelijk                                     |                                                       |
| 2                                                     | 20.09.1989                                            | Zwitserland − Portugal                                | 1 − 2                                                 | WK-kwalificatie                                       |                                                       |
| 3                                                     | 11.10.1989                                            | Zwitserland − België                                  | 2 − 2                                                 | WK-kwalificatie                                       |                                                       |
| 4                                                     | 25.10.1989                                            | Tsjecho-Slowakije − Zwitserland                       | 3 − 0                                                 | WK-kwalificatie                                       |                                                       |
| 5                                                     | 15.11.1989                                            | Zwitserland − Luxemburg                               | 2 − 1                                                 | WK-kwalificatie                                       |                                                       |
| 6                                                     | 13.12.1989                                            | Spanje − Zwitserland                                  | 2 − 1                                                 | Vriendschappelijk                                     |                                                       |
| 7                                                     | 31.03.1990                                            | Zwitserland − Italië                                  | 0 − 1                                                 | Vriendschappelijk                                     |                                                       |
| 8                                                     | 03.04.1990                                            | Zwitserland − Roemenië                                | 2 − 1                                                 | Vriendschappelijk                                     |                                                       |
| 9                                                     | 08.05.1990                                            | Zwitserland − Argentinië                              | 1 − 1                                                 | Vriendschappelijk                                     |                                                       |
| 10                                                    | 02.06.1990                                            | Zwitserland − Verenigde Staten                        | 2 − 1                                                 | Vriendschappelijk                                     |                                                       |
| 11                                                    | 21.08.1990                                            | Oostenrijk − Zwitserland                              | 1 − 3                                                 | Vriendschappelijk                                     |                                                       |
| 12                                                    | 12.09.1990                                            | Zwitserland − Bulgarije                               | 2 − 0                                                 | EK-kwalificatie                                       |                                                       |
| 13                                                    | 17.10.1990                                            | Schotland − Zwitserland                               | 2 − 1                                                 | EK-kwalificatie                                       |                                                       |
| 14                                                    | 14.11.1990                                            | San Marino − Zwitserland                              | 0 − 4                                                 | EK-kwalificatie                                       |                                                       |
| 15                                                    | 19.12.1990                                            | Duitsland − Zwitserland                               | 4 − 0                                                 | Vriendschappelijk                                     |                                                       |
| 16                                                    | 01.02.1991                                            | Verenigde Staten − Zwitserland                        | 0 − 1                                                 | Vriendschappelijk                                     |                                                       |
| 17                                                    | 03.02.1991                                            | Colombia − Zwitserland                                | 2 − 3                                                 | Vriendschappelijk                                     |                                                       |
| 18                                                    | 12.03.1991                                            | Liechtenstein − Zwitserland                           | 0 − 6                                                 | Vriendschappelijk                                     |                                                       |
| 19                                                    | 03.04.1991                                            | Zwitserland − Roemenië                                | 0 − 0                                                 | EK-kwalificatie                                       |                                                       |
| 20                                                    | 01.05.1991                                            | Bulgarije − Zwitserland                               | 2 − 3                                                 | EK-kwalificatie                                       |                                                       |
| 21                                                    | 05.06.1991                                            | Zwitserland − San Marino                              | 7 − 0                                                 | EK-kwalificatie                                       |                                                       |
| 22                                                    | 21.08.1991                                            | Tsjecho-Slowakije − Zwitserland                       | 1 − 1                                                 | Vriendschappelijk                                     |                                                       |
| 23                                                    | 11.09.1991                                            | Zwitserland − Schotland                               | 2 − 2                                                 | EK-kwalificatie                                       |                                                       |
| 24                                                    | 09.10.1991                                            | Zwitserland − Zweden                                  | 3 − 1                                                 | Vriendschappelijk                                     |                                                       |
| 25                                                    | 13.11.1991                                            | Roemenië − Zwitserland                                | 1 − 0                                                 | EK-kwalificatie                                       |                                                       |

Stielike werd daarna trainer bij zijn oude werkgever Neuchâtel Xamax. Wegens teleurstellende resultaten werd hij daar eind 1993 ontslagen. Vervolgens keerde hij terug naar Duitsland om SV Waldhof Mannheim in de 2. Bundesliga te leiden. In december 1996 ontving hij het aanbod om UD Almería in Spanje te gaan trainen. Na drie maanden werd hij echter alweer vertrekken omdat hij niet voldeed aan de verwachtingen. Vervolgens trad hij in 1998 in dienst van de Duitse voetbalbond. Door de jaren heen vervulde hij onder andere de rol van assistent-trainer van het A-elftal en coachte hij diverse jeugdelftallen.
Na acht jaar vertrok Stielike in 2006 uit Duitsland en werd hij verantwoordelijk voor het nationale elftal van Ivoorkust. Hij tekende een tweejarig contract, nadat Henri Michel was opgestapt als gevolg van de uitschakeling op het WK voetbal. In januari 2008 besloot Stielike zijn contract echter te laten ontbinden om voor zijn ernstig zieke zoon te kunnen zorgen. Hij had de ploeg twaalf duels onder zijn hoede. Op 1 februari overleed zijn zoon.
| Interlands Ivoorkust onder leiding van Uli Stielike | Interlands Ivoorkust onder leiding van Uli Stielike | Interlands Ivoorkust onder leiding van Uli Stielike | Interlands Ivoorkust onder leiding van Uli Stielike | Interlands Ivoorkust onder leiding van Uli Stielike | Interlands Ivoorkust onder leiding van Uli Stielike |
| №                                                   | Datum                                               | Wedstrijd                                           | Uitslag                                             | Competitie                                          |                                                     |
| --------------------------------------------------- | --------------------------------------------------- | --------------------------------------------------- | --------------------------------------------------- | --------------------------------------------------- | --------------------------------------------------- |
| 1                                                   | 16.08.2006                                          | Ivoorkust − Senegal                                 | 0 − 1                                               | Vriendschappelijk                                   |                                                     |
| 2                                                   | 08.10.2006                                          | Ivoorkust − Gabon                                   | 5 − 0                                               | AC-kwalificatie                                     |                                                     |
| 3                                                   | 15.11.2006                                          | Ivoorkust − Zweden                                  | 1 − 0                                               | Vriendschappelijk                                   |                                                     |
| 4                                                   | 06.02.2007                                          | Guinee − Ivoorkust                                  | 0 − 1                                               | Vriendschappelijk                                   |                                                     |
| 5                                                   | 21.03.2007                                          | Mauritius − Ivoorkust                               | 0 − 3                                               | Vriendschappelijk                                   |                                                     |
| 6                                                   | 25.03.2007                                          | Madagaskar − Ivoorkust                              | 0 − 3                                               | AC-kwalificatie                                     |                                                     |
| 7                                                   | 03.06.2007                                          | Ivoorkust − Madagaskar                              | 5 − 0                                               | AC-kwalificatie                                     |                                                     |
| 8                                                   | 22.08.2007                                          | Egypte − Ivoorkust                                  | 0 − 0                                               | Vriendschappelijk                                   |                                                     |
| 9                                                   | 03.06.2007                                          | Gabon − Ivoorkust                                   | 0 − 0                                               | AC-kwalificatie                                     |                                                     |
| 10                                                  | 17.10.2007                                          | Oostenrijk − Ivoorkust                              | 3 − 2                                               | Vriendschappelijk                                   |                                                     |
| 11                                                  | 17.11.2007                                          | Angola − Ivoorkust                                  | 2 − 1                                               | Vriendschappelijk                                   |                                                     |
| 12                                                  | 21.11.2007                                          | Qatar − Ivoorkust                                   | 1 − 6                                               | Vriendschappelijk                                   |                                                     |

Eind mei 2008 besloot Stielike weer aan de slag te gaan en ondertekende hij opnieuw een contract in Zwitserland, bij FC Sion. De coach bleef maar een half jaar in dienst nadat hij eind 2008 wederom werd ontslagen. Stielike vond echter snel een nieuwe baan in het Midden-Oosten bij Al-Arabi. Daar overtuigde Stielike wel als trainer, waarna hij in 2010 een nieuw contract tekende bij Al-Siliya.
Op 5 september 2014 maakte de Zuid-Koreaanse voetbalbond bekend dat Stielike aangesteld was als bondscoach van Zuid-Korea. Hij moet het land naar het WK voetbal 2018 leiden. Bert van Marwijk was de eerste keuze van de Koreanen, maar de Nederlandse coach bereikte geen akkoord met de bond. Daarna richtte de KFA zijn pijlen op Stielike. Hij volgde Hong Myung-bo op, die opstapte na het teleurstellend verlopen wereldkampioenschap voetbal 2014 in Brazilië. Daar werd Zuid-Korea in de groepsfase uitgeschakeld. Met Zuid-Korea beleefde Stielike een succesvol Aziatisch kampioenschap voetbal 2015: geen van de wedstrijden tot aan de finale werd verloren, ook niet het duel tegen latere mede-finalist en kampioen Australië en tot aan die finale kreeg Zuid-Korea geen enkel tegendoelpunt. Na het toernooi, waar in de finale na verlenging van de Australiërs verloren werd en daarmee een tweede plaats werd behaald, richtte Stielike zich met Zuid-Korea op het kwalificatietoernooi voor het wereldkampioenschap voetbal 2018. De eerste interland in het kwalificatieproces was een vriendschappelijke wedstrijd op 11 juni tegen de Verenigde Arabische Emiraten, die met 3–0 werd gewonnen. De oefeninterland werd gespeeld ter voorbereiding op de eerste kwalificatiewedstrijd tegen Myanmar, vijf dagen later. Op 15 juni 2017 werd Stielike ontslagen door de Zuid-Koreaanse voetbalbond. Aanleiding was de 3-2 nederlaag tegen Qatar van twee dagen eerder. Hoewel Zuid-Korea als de nummer twee in groep A van de Aziatische kwalificatiezone plaatsing nog in eigen hand had, bleek het krediet van de Duitser op te zijn bij de voetbalbestuurders.
| Interlands Zuid-Korea onder leiding van Uli Stielike | Interlands Zuid-Korea onder leiding van Uli Stielike | Interlands Zuid-Korea onder leiding van Uli Stielike | Interlands Zuid-Korea onder leiding van Uli Stielike | Interlands Zuid-Korea onder leiding van Uli Stielike | Interlands Zuid-Korea onder leiding van Uli Stielike |
| №                                                    | Datum                                                | Wedstrijd                                            | Uitslag                                              | Competitie                                           |                                                      |
| ---------------------------------------------------- | ---------------------------------------------------- | ---------------------------------------------------- | ---------------------------------------------------- | ---------------------------------------------------- | ---------------------------------------------------- |
| 1                                                    | 10.10.2014                                           | Zuid-Korea − Paraguay                                | 2 − 0                                                | Vriendschappelijk                                    |                                                      |
| 2                                                    | 14.10.2014                                           | Zuid-Korea − Costa Rica                              | 1 − 3                                                | Vriendschappelijk                                    |                                                      |
| 3                                                    | 14.11.2014                                           | Jordanië − Zuid-Korea                                | 0 − 1                                                | Vriendschappelijk                                    |                                                      |
| 4                                                    | 18.11.2014                                           | Iran − Zuid-Korea                                    | 1 − 0                                                | Vriendschappelijk                                    |                                                      |
| 5                                                    | 04.01.2015                                           | Saoedi-Arabië − Zuid-Korea                           | 0 − 2                                                | Vriendschappelijk                                    |                                                      |
| 6                                                    | 10.01.2015                                           | Zuid-Korea − Oman                                    | 1 − 0                                                | Aziatisch kampioenschap                              |                                                      |
| 7                                                    | 13.01.2015                                           | Koeweit − Zuid-Korea                                 | 0 − 1                                                | Aziatisch kampioenschap                              |                                                      |
| 8                                                    | 17.01.2015                                           | Australië − Zuid-Korea                               | 0 − 1                                                | Aziatisch kampioenschap                              |                                                      |
| 9                                                    | 22.01.2015                                           | Zuid-Korea − Oezbekistan                             | 2 − 0                                                | Aziatisch kampioenschap                              |                                                      |
| 10                                                   | 26.01.2015                                           | Zuid-Korea − Irak                                    | 2 − 0                                                | Aziatisch kampioenschap                              |                                                      |
| 11                                                   | 31.01.2015                                           | Zuid-Korea − Australië                               | 1 − 2                                                | Aziatisch kampioenschap                              |                                                      |
| 12                                                   | 27.03.2015                                           | Zuid-Korea − Oezbekistan                             | 1 − 1                                                | Vriendschappelijk                                    |                                                      |
| 13                                                   | 31.03.2015                                           | Zuid-Korea − Nieuw-Zeeland                           | 1 − 0                                                | Vriendschappelijk                                    |                                                      |
| 14                                                   | 11.06.2015                                           | Zuid-Korea − Verenigde Arabische Emiraten            | 3 − 0                                                | Vriendschappelijk                                    |                                                      |
| 15                                                   | 16.06.2015                                           | Myanmar − Zuid-Korea                                 | 0 − 2                                                | WK-kwalificatie                                      |                                                      |
| 16                                                   | 02.08.2015                                           | China − Zuid-Korea                                   | 0 − 2                                                | Vriendschappelijk                                    |                                                      |
| 17                                                   | 05.08.2015                                           | Japan − Zuid-Korea                                   | 1 − 1                                                | Vriendschappelijk                                    |                                                      |
| 18                                                   | 09.08.2015                                           | Noord-Korea − Zuid-Korea                             | 0 − 0                                                | Vriendschappelijk                                    |                                                      |
| 19                                                   | 03.09.2015                                           | Zuid-Korea − Laos                                    | 8 − 0                                                | WK-kwalificatie                                      |                                                      |
| 20                                                   | 08.09.2015                                           | Libanon − Zuid-Korea                                 | 0 − 3                                                | WK-kwalificatie                                      |                                                      |
| 21                                                   | 08.10.2015                                           | Koeweit − Zuid-Korea                                 | 0 − 1                                                | WK-kwalificatie                                      |                                                      |
| 22                                                   | 13.10.2015                                           | Zuid-Korea − Jamaica                                 | 3 − 0                                                | Vriendschappelijk                                    |                                                      |
| 23                                                   | 12.11.2015                                           | Zuid-Korea − Myanmar                                 | 4 − 0                                                | WK-kwalificatie                                      |                                                      |
| 24                                                   | 17.11.2015                                           | Laos − Zuid-Korea                                    | 0 − 5                                                | WK-kwalificatie                                      |                                                      |
| 25                                                   | 24.03.2016                                           | Zuid-Korea − Libanon                                 | 1 − 0                                                | WK-kwalificatie                                      |                                                      |
| 26                                                   | 27.03.2016                                           | Thailand − Zuid-Korea                                | 0 − 1                                                | Vriendschappelijk                                    |                                                      |
| 27                                                   | 01.06.2016                                           | Spanje − Zuid-Korea                                  | 6 − 1                                                | Vriendschappelijk                                    |                                                      |
| 28                                                   | 05.06.2016                                           | Tsjechië − Zuid-Korea                                | 1 − 2                                                | Vriendschappelijk                                    |                                                      |
| 29                                                   | 01.09.2016                                           | Zuid-Korea − China                                   | 3 − 2                                                | WK-kwalificatie                                      |                                                      |
| 30                                                   | 06.09.2016                                           | Syrië − Zuid-Korea                                   | 0 − 0                                                | WK-kwalificatie                                      |                                                      |
| 31                                                   | 06.10.2016                                           | Zuid-Korea − Qatar                                   | 3 − 2                                                | WK-kwalificatie                                      |                                                      |
| 32                                                   | 11.10.2016                                           | Iran − Zuid-Korea                                    | 1 − 0                                                | WK-kwalificatie                                      |                                                      |
| 33                                                   | 11.11.2016                                           | Zuid-Korea − Canada                                  | 2 − 0                                                | Vriendschappelijk                                    |                                                      |
| 34                                                   | 15.11.2016                                           | Zuid-Korea − Oezbekistan                             | 2 − 1                                                | WK-kwalificatie                                      |                                                      |
| 35                                                   | 23.03.2017                                           | China − Zuid-Korea                                   | 1 − 0                                                | WK-kwalificatie                                      |                                                      |
| 36                                                   | 28.03.2017                                           | Zuid-Korea − Syrië                                   | 1 − 0                                                | WK-kwalificatie                                      |                                                      |
| 37                                                   | 07.06.2017                                           | Irak − Zuid-Korea                                    | 0 − 0                                                | Vriendschappelijk                                    |                                                      |
| 38                                                   | 13.06.2017                                           | Qatar − Zuid-Korea                                   | 3 − 2                                                | WK-kwalificatie                                      |                                                      |

## Trivia
- Stielike was 28 jaar lang de enige Duitse speler die een strafschop had gemist op een WK voetbal, totdat Lukas Podolski in 2010 een penalty miste tegen Servië in Groep D. Stielike kreeg tijdens de halve finale van het WK voetbal 1982 tegen Frankrijk de bal niet langs doelman Jean-Luc Ettori.[13]